# Konopljino olje
Konopljino olje (nekdaj konopljeno olje) je stiskano iz semen konoplje (kanabisa) rastlin, ne glede na sev konoplje. Hladno stiskano nerefinirano konopljino olje je temno, jasno in svetlo zelene barve s prijetnim okusom. 
Refinirano olje konoplje je bistro in brezbarvno, z malo okusa in nima naravnih vitaminov in antioksidantov. Tako olje se uporablja predvsem v izdelkih za nego telesa. Industrijsko konopljino olje pa se uporablja v mazivih, barvilih, črnilih, gorivu in plastiki. Omejeno se lahko uporablja v proizvodnji za mila, šampone in detergente.

## Zgodovina
Prvi zapisi o uporabi konopljinega olja segajo na Kitajsko, v leto 3750 pred našim štetjem. Filozof in kmetovalec Šen Nung je prvi govoril o vrednosti konoplje kot rastline. Pokazal jim je, kako lahko iz nje naredijo vrvi in oblačila ter kako lahko v prehrani uporabljajo olja in semena. Izvlečke konoplje so v Ameriki od leta 1842 do dvajsetih let 20. stoletja uvrščali na drugo in tretje mesto v medicini. Uporaba ni bila omejena na starost; uporabljali so jih od rojstva do starosti.

## Izdelava in uporaba konopljinega olja
Olje ima visoko hranilno vrednost, saj so njegova razmerja med omega-6 v omega-3 esencialne maščobe 03:01, ta se ujema z bilanco, ki jo zahteva človeško telo. Prav tako se ga lahko uporablja za obsežno proizvodnjo biodizla. 
Obstaja več organizacij, ki spodbujajo proizvodnjo in uporabo konopljinega olja.
Konopljino olje je izdelano iz sort Canabiss sativa, ki ne vsebuje velike količine THC-ja (psihoaktiven element). Proizvodni proces običajno vključuje čiščenje semen do 99,99 % pred stiskanjem olja. V olju lahko najdemo sledove THC-ja, vendar je sodobna proizvodnja od 1998 močno znižala njegovo vsebnost, še posebej v Kanadi.  Konopljino olje je zelo bogato saj vsebuje kar osem esencialnih aminokislin, veliko vitaminov B kompleksa in vitamin E. 
Konopljino olje ima veliko nenasičenih maščobnih kislin, uporablja se tako za zdravila in rekreativne namene. Pridobivajo ga iz zrelih ženskih cvetov  in listov droge konoplje, kar ima veliko večjo vsebnost THC-ja. Hash olje ne smemo zamenjati s konopljo, beseda je rezervirana za rastline, ki izpolnujejo zakonske zahteve, ki zapovedujejo vsebovanje 0,3 % THC-ja ali manj.

## Prehrana
Približno 30-35% teže konoplje je jedilno olje, ki vsebuje približno 80%, kot linolanske kisline, omega-6, omega-3. Z eno žlico konopljinega olja (15ml) na dan zadovoljimo dnevno potrebo po esencialnih maščobnih kislinah. Za razliko od lanenega olja lahko konopljino olje redno uporabljamo brez razvojnih pomanjkljivosti ali drugih odstopanj od esencialnih maščobnih kislin. To je bilo dokazano v kliničnih študijih, kjer dnevno zaužitje lanenega olja zmanjša endogeno proizvodnjo GLA.
Konopljino olje pozitivno vpliva na preprečevanje številnih bolezni kot so bolezni srca in ožilja, odpravlja težave, ki se pojavijo zaradi multiple skleroze, raka. Ker so kronična vnetja pogosto posledica šibkega imunskega sistema, omega-3 maščobne kisline pa blažijo vnete procese, priporočam uporabo konopljinega olja tudi pri revmatoidnem artitsu, kroničnem vnetju mehurja, ledvic, črevesja, okvarah sklepov in motnjah gibanja. Konopljino olje pomaga pri presnovi holesterola, preprečuje strjevanje krvi, saj ovira lepljenje trombocitov. Omega-3 maščobne kisline- s tem konopljino olje, so v veliko pomoč pri lajšanju bolečin. Uporabljajo ga bolniki z aidsom, glavobolom, astmo, epilepsijo. V primerjavi z drugimi olji ima konopljino olje 9 kcal/g in vsebuje nizko nasičenost maščobnih kislin.
Visoko nenasičena olja, lahko spontano oksidirajo in postane žerka v zelo kratkem časovnem obdobju, zato je potrebno olje shranjevati na hladnem, temnem in suhem prostoru najbolje v temni steklenici, lahko tudi zamrzujete za dlje časa shranjevanja.Konzervansi (antioksidant), ki niso potrebni za visoko kakovost olja, ki so ustrezno skladiščena. Konopljino olje ima relativno nizke dim točke in ni primerno za cvrtje, uporablja se predvsem kot prehransko dopolnilo,in izkazalo se je za lajšanje simptomov ekcem (atopični dermatitis).

## Sedanjost in prihodnost industrijske konoplje
V zadnjih časih ugotavljamo vsestransko uporabnost konoplje. Uporabnost konoplje promovirajo predvsem ekološko osveščena podjetja, ki pospešeno iščejo ekonomske alternative. Pred nekaj leti so v Nemčiji in nekaterin članica EU dovolili gojenje konoplje.Vedno več konopljinih proizvodov prodira na naše trge med njimi tudi konopljino olje. Nemčija in Velika Britanija sta vodilni državi na tem področju. Konoplja bi lahko predstavljala vodilno prihodnost tisočletja.